# Christuskirche (Greifswald)

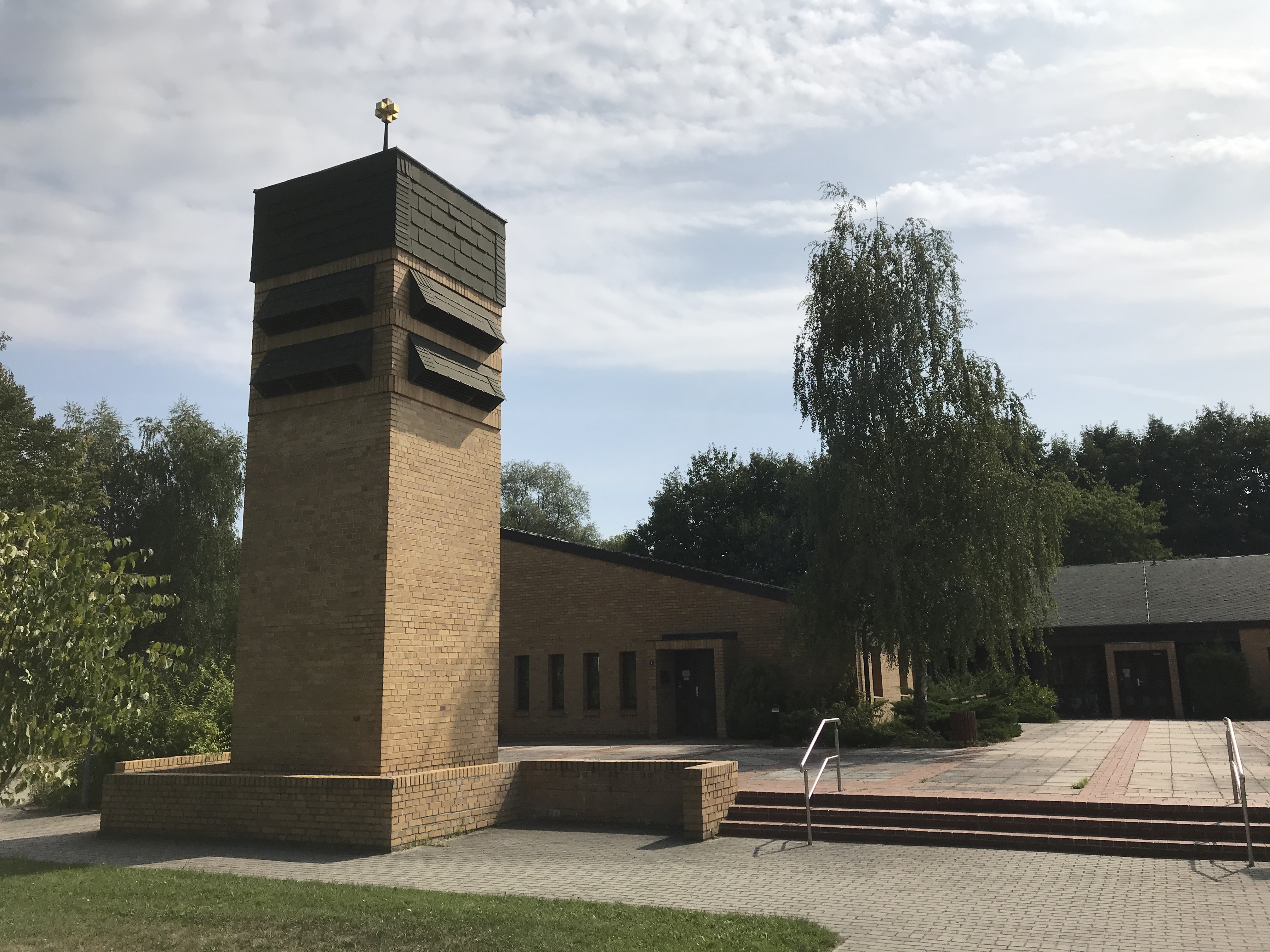
Christuskirche Greifswald

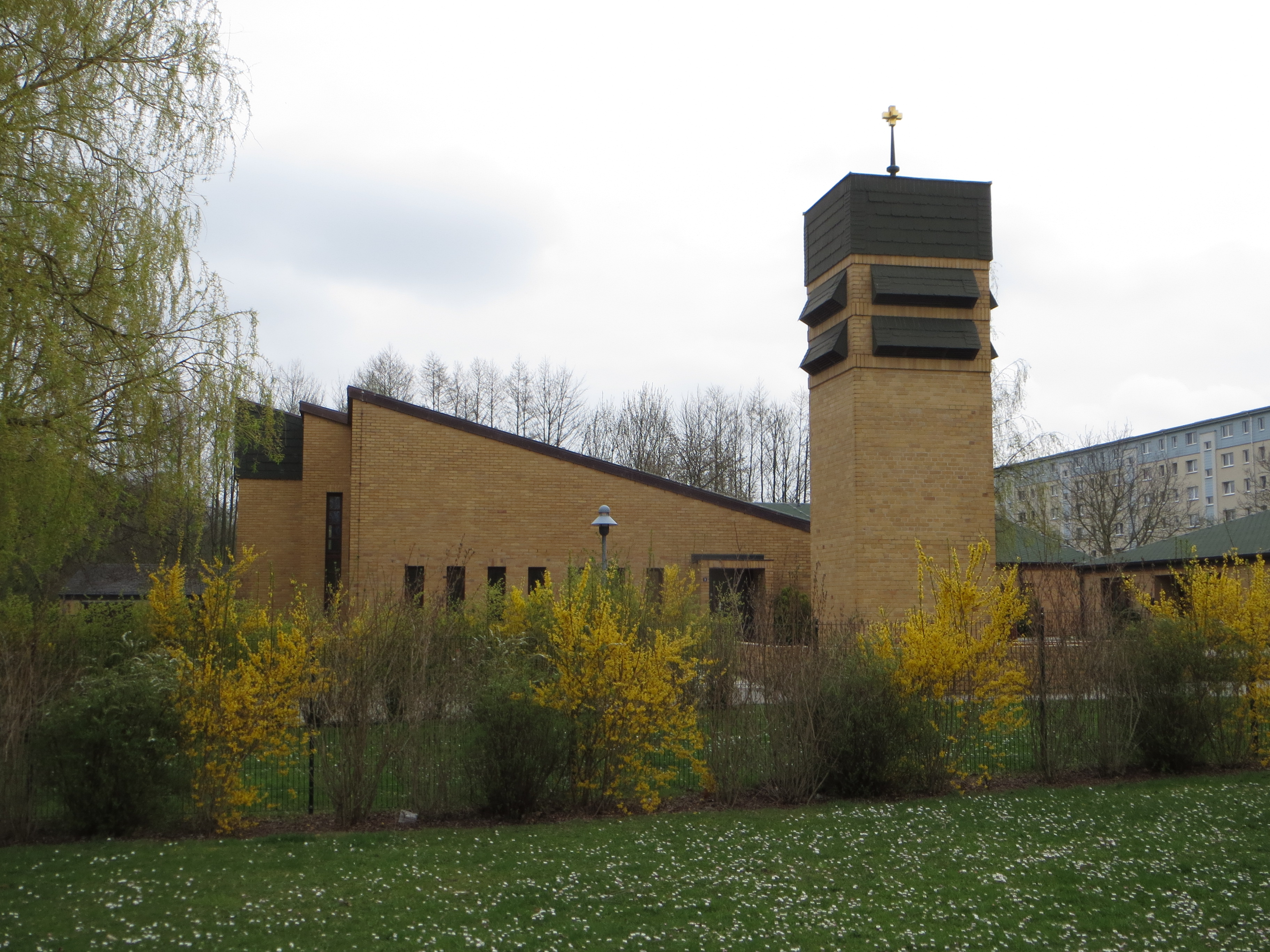
Blick von der Straße aus

Die Christuskirche ist ein evangelisches Kirchengebäude in Greifswald. Der Zweckbau für Gottesdienste und Gemeindearbeit wurde 1984 eingeweiht und hat die Anschrift An der Christuskirche 3. Die Kirchengemeinde gehört zur Evangelisch-Lutherischen Kirche in Norddeutschland.

## Geschichte
Aufgrund der entstandenen Neubaugebiete Schönwalde und Ostseeviertel und dem damit proportional verbundenen Anstieg von Einwohnern mit evangelischem Glauben wurde am 21. September 1976 die evangelische Kirchengemeinde Schönwalde neu gegründet. Zuvor gehörte Schönwalde I zur Domgemeinde St. Nikolai und Schönwalde II zur St. Marien-Kirchengemeinde.
Am 13. Dezember 1982 bildete sich aus der Kirchengemeinde „Schönwalde“ die Kirchengemeinde „Ostseeviertel“, diese trägt seit 6. Juni 2022 den Namen „Christus-Kirchengemeinde“.
Anfang der 1970er Jahre wurden aufgrund eines Kirchenbauprogramms in der DDR Kirchenneubauten in Plattensiedlungs-Neubaugebieten möglich. In diesem Zusammenhang konnte die Christuskirche Greifswald geplant und gebaut werden.
Anfang der 1980er Jahre veranlasste das Bauamt des Konsistoriums der Evangelischen Landeskirche Greifswald einen studentischen Wettbewerb am Lehrstuhl für Bauplanung der Hochschule für Bildende Künste Hamburg unter der Leitung von Professor Bernhard Winking. Ausgewählt wurde der Entwurf des Siegers Klaus Salzwedel nach Plänen der Architektin Dorothea Böhme vom Bauamt der Evangelischen Landeskirche, der Entwurf wurde am 5. Mai 1981 übergeben.
Am 14. Mai 1982 war Grundsteinlegung. Das Richtfest wurde am 14. Oktober 1983 und die Einweihung am 9. Dezember 1984 gefeiert. Wie alle Kirchen des Kirchenbauprogramms in Neubauvierteln durfte die Kirche aus ideologischen Gründen nicht im Zentrum des Stadtteils stehen, sondern wurde am Nord-Ost-Rand von „Schönwalde II“ am „Stadtpark“, etwas versteckt hinter einem Wohnblock des Ernst-Thälmann-Rings errichtet.

## Gestaltung
Das Gemeindezentrum ist ein aus mehreren Gebäuden bestehendes Ensemble, errichtet aus wärmedämmendem Luftschichtmauerwerk.
Ein flaches Relief an der gelben Klinkerfassade in der Nord-Ost-Wand der Kapelle bezeugt den christlichen Charakter. Architektin Dorothea Böhme orientierte sich dabei an einem mittelalterlichen Weihekreuz: „Christus steht in der Mitte der Welt, in der Mitte Ihrer Gemeinde, auf dass alle eins seien.“
Der winkelförmige Haupttrakt mit Kapellen- und Gemeinderäumen und ein separater Bau mit zwei Pfarrer-Wohnungen bilden ein hofartig gruppiertes Ensemble, das dank leichter Erhöhung des Terrains und dessen Pflasterung einen atriumähnliche Anmutung hat.
An der Nordwestecke findet sich ein separater Glockenturm (Campanile). Über den schmalen Schallluken und dem flachen, schieferummantelten Dach sollte sich ursprünglich ein Wetterhahn erheben. Ausgeführt wurde ein goldfarbenes Würfelkreuz, das einen markanten Fixpunkt bildet. Mittels der nach außen ansteigenden Pultdächer wird einerseits die optische Geschlossenheit des Hofes verstärkt, andererseits die aufstrebende Wirkung des Hauptflügels betont.
Im Planungsgrundriss gab es eine klare Trennung zwischen der Kapelle und dem Gemeinderaum. Die Abtrennung erfolgt mittels mobiler Wand, die nicht den offenen, hölzernen Dachstuhl einbezieht.
In der Praxis des Gemeindelebens stellt diese Separierung eher den Sonderfall als die Regel dar. Gemeinsam mit der Orgel der Firma Sauer an der Südostseite des Gemeinderaums ist das um zwei Stufen erhöhte liturgische Zentrum im Nordosten der Kapelle in der regulären Gottesdienstsituation auf den gesamten Raum ausgerichtet.
Vier durchfensterte Doppeltüren öffnen den Gemeinderaum-Teil zu einem L-förmigen Foyer.